# Mecistocephalus somonus
Mecistocephalus somonus är en mångfotingart som först beskrevs av Chamberlin 1920.  Mecistocephalus somonus ingår i släktet Mecistocephalus och familjen storhuvudjordkrypare.
Artens utbredningsområde är Fiji. Inga underarter finns listade i Catalogue of Life.